# 基底関数
基底関数（きていかんすう、英: basis function）とは、関数空間の基底ベクトルのことである。すなわち対象となる空間に属する全ての元（関数）は、この基底関数の線型結合で表される。
線形基底展開（英: linear basis expansion）とは、{\displaystyle h_{m}(X)} を基底関数として、下記の形で展開する事。
{\displaystyle f(X)=\sum _{m}\beta _{m}h_{m}(X)}
例えば、実数値関数のフーリエ変換（コサイン変換・サイン変換）ではコサイン関数もしくはサイン関数、ウェーブレット変換ではウェーブレット関数とスケーリング関数、スプライン曲線では区分的多項式が基底関数として用いられる。

## 内積と正規直交基底
基底関数同士の内積を定義する事で、正規直交系（正規直交基底）かどうか規定できる。異なる基底関数の内積が常に 0 であれば直交とよび、同じ基底関数の内積が常に 1 なら正規と呼ぶ。
例えば、ウェーブレット変換では以下のように L2(R) における内積を定義する。
{\displaystyle \langle f,g\rangle =\int _{\mathbf {R} }f(t){\overline {g(t)}}dt}